# Cryptomitrium
Cryptomitrium là một chi rêu trong họ Aytoniaceae.